# Что касается Генри
«Что касается Генри» — кинофильм, драма режиссёра Майка Николса 1991 года.

## Сюжет
Преуспевающий нью-йоркский адвокат Генри Тёрнер целиком посвящает себя работе и для семьи у него не остаётся времени. Как-то раз он отправился вечером купить сигарет. В этот момент магазин подвергся разбойному нападению, и Генри получил огнестрельное ранение. В результате головной мозг Генри тяжело пострадал. Он теряет память и вынужден заново учиться говорить и ходить. К счастью, у Генри любящая семья: жена Сара и дочь Рэйчел. Благодаря их заботе Генри возвращается к жизни и полностью пересматривает свои жизненные ценности.

## В ролях
- Харрисон Форд — Генри Тёрнер
- Аннетт Бенинг — Сара Тёрнер
- Микки Аллен — Рэйчел Тёрнер